# ジェレマイア・マクレイン・ラスク
ジェレマイア・マクレイン・ラスク（Jeremiah McLain Rusk, 1830年6月17日 - 1893年11月21日）は、アメリカ合衆国の政治家。共和党に所属し、第15代ウィスコンシン州知事および第2代アメリカ合衆国農務長官を務めた。

## 生涯
1830年6月17日、ラスクはオハイオ州マルタにおいて誕生した。ラスクはまず農場主として生計を立て、続いて宿屋の経営者となった。南北戦争前には銀行家へ転身した。南北戦争が起こると、ラスクは第25ウィスコンシン州義勇兵歩兵連隊に加わり、名誉将軍として任官された。
南北戦争後、ラスクは連邦下院議員に選出された。ラスクは連邦議会において傷病兵年金委員会の委員長を務めた。1882年、ラスクは共和党からウィスコンシン州知事に立候補し、選出された。ラスクは1886年のメーデーストライキに際し、州兵をミルウォーキーに派遣して治安維持を図った。
1889年、ラスクは知事を辞任し、ベンジャミン・ハリソン政権で農務長官に任ぜられた。ラスクはハリソン大統領の任期満了となる1893年まで農務長官を務めた。
ラスクは晩年をウィスコンシン州ヴァロークアにおいて過ごし、1893年11月21日に死去した。ラスクの遺体はヴァロークア市内のヴァロークア墓地に埋葬された。